# 오이 보이 아 캄비아르
《오이 보이 아 캄비아르》(스페인어: Hoy voy a cambiar)은 2017년 방영된 멕시코의 텔레비전 드라마이다.